# Коптелов, Афанасий Лазаревич
Афана́сий Ла́заревич Копте́лов (24 октября (6 ноября) 1903, дер. Шатуново, Томская губерния — 30 октября 1990, Москва) — русский советский прозаик. Лауреат Государственной премии СССР (1979). Член ВКП(б) (с 1944 года) и Союза писателей СССР.

## Биография
Родился в деревне Шатуново (ныне Залесовский район Алтайского края) в семье кержацких крестьян-старообрядцев. Почти не учился в школе, после 1917 года был активным участником борьбы за ликвидацию безграмотности, председателем коммуны, селькором; с 1924 года обращается к литературному творчеству. Жил в Новосибирске (почётный гражданин города).
Основная тема творчества Коптелова — Алтай, его фольклор, его история, перемены в жизни местного населения после революции. Как утверждает немецкий славист Вольфганг Казак, «заслуги писателя заключаются скорее в собирании материала, чем в его самостоятельной художественной обработке».
Назывался даже «сибирским Горьким».
Критиковал других поэтов и бывал критикуем

## Сочинения
собрания сочинений
- Собрание сочинений В 4-х томах, Новосибирск, 1978—1981, дополнительный том — 1982

романы
- Светлая кровь, Новосибирск, 1933, 1934 (повествование о строительстве Туркестано-Сибирской железной дороги)
- Великое кочевье, Новосибирск, 1935, неоднократно перерабатывался: 1940, 1949, 1952, 1954, 1964
- На-гора! Новосибирск, 1941, 1947
- Сад. Новосибирск, 1956, переработанные издания 1959, 1962 (пропагандирует сельскохозяйственный подъем в Сибири)
- Трилогия о Ленине
  - Большой зачин, М., 1963
  - Возгорится пламя, М., 1965; 1969
  - Точка опоры // М., 1974, «Сибирские огни», 1977, № 1-2 и отд. изд. — 1979;

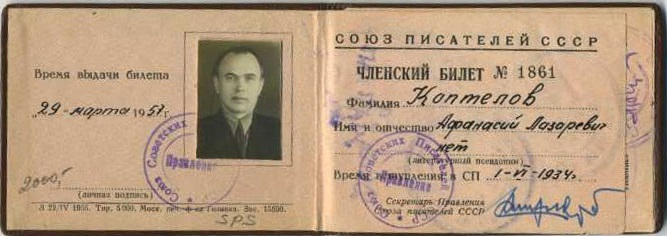
Членский билет А. Л. Коптелова

### Повести, очерки и рассказы
- Васька из тайги. М.-Л., ГИЗ, 1927
- Форпосты социализма, М., Федерация, 1931
- Весны. Новосибирск, 1934
- Возвращение. Новосибирск, 1935
- Белуха. Новосибирск, 1936
- В горах Алтая. М., Молодая гвардия, 1937
- Большая вода. Новосибирск, 1938
- Трубка Зайсана. Новосибирск, 1938
- Победа Анны Картавой. Новосибирск, 1938
- На зов Родины. Новосибирск, 1941
- Родная кровь. Новосибирск, 1942
- Наши земляки, Новосибирск, 1944
- Снежный пик. Новосибирск, 1947
- Снежный пик. М., Московский рабочий, 1947
- Восхождение. Иркутск, 1948
- Рождение садов. Новосибирск, 1948
- Снежный пик. Барнаул, 1950
- За птицей и зверем. Новосибирск, 1950
- По родному краю. Новосибирск, 1950
- Навстречу жизни. Новосибирск, 1951
- Снежный пик. Красноярск, 1951
- Встречи. Новосибирск, 1952
- Сады цветут. Иркутск, 1952
- Снежный пик. Новосибирск, 1953
- В нашем лесу. Новосибирск, 1957
- Лесные походы. Новосибирск, 1958
- На охоте. Новосибирск, 1959
- По путям-дорогам Европы. Новосибирск, 1959
- Навстречу жизни. Барнаул, 1959
- На рыбалке. Новосибирск, 1960
- Лесные походы. Барнаул, 1961
- Навстречу жизни. М., Советский писатель, 1961
- Это — Родина моя. Новосибирск, 1961
- Мои современники. Барнаул, 1963
- Снежный пик. Новосибирск, 1964
- Итальянская осень. Новосибирск, 1968
- Лесные походы. Новосибирск, 1968
- Минувшее и близкое, Новосибирск, 1972
- Горы и люди. Новосибирск, 1973
- Минувшее и близкое, Новосибирск, 1983
- Лесные походы. Новосибирск, 1986
- Сергей Сартаков. Новосибирск, 1986

## Награды, премии и признание
- Государственная премия СССР (1979) — за роман «Точка опоры» (1973—1977)
- орден Ленина
- орден Октябрьской Революции (25.01.1974)
- 2 ордена Трудового Красного Знамени (1953; 05.11.1983)
- 2 ордена «Знак Почёта» (…; 03.04.1964)
- Почётный житель Новосибирска[4]
- 25 августа 1991 года в честь А. Л. Коптелоа назван астероид 3968 Koptelov, открытый в 1978 году астрономом Л. И. Черных